# 阿尔卑斯长号
阿爾卑斯長號（德語：Alphorn）是阿爾卑斯山區的傳統樂器之一，原是牧人召喚牲畜，或在山區傳遞資訊的工具。吹奏阿爾卑斯長號呼喚安撫乳牛的形象可溯及16世紀末玻璃畫中。需要注意的是阿尔卑斯长号并非长号的一种。

## 歷史
起源於牧人工具，學者咸信與外觀形似的古羅馬「利圖斯號」（lituus）相關，而上瓦爾登州方言「liti」指的就是阿爾卑斯長號。約1400年時即有類似樂器出現，1527年，「Alphorn」一詞首見於德文文獻記載。
在19世紀，瑞士的奶酪業從山區轉至村鎮乳品工廠後，能使用阿爾卑斯長號的場合越來越少；其20年代，一位伯恩的官員Niklaus von Mülinen開始積極挽救這項樂器，在他的積極推廣和保存中，失去原本實用價值的阿爾卑斯長號，轉變為純粹的樂器，並成為瑞士地區的代表性樂器。

## 製作及吹奏
樂器以木頭（傳統以松木製作）製作，形狀是長3至4公尺的的圓錐管，末端將近喇咖口處像牛角一般彎起。結構簡單，長長的吹管上，除了吹口與末端的喇叭口外，沒有任何其他氣孔、按鍵或簧片。吹出的曲調取決於吹奏者呼出的氣流長短、壓力強弱。

## 現況
目前在瑞士瓦萊州嫩達茲鎮（Nendaz）（位於瑞士西南）每年舉行國際阿爾卑斯長號音樂節和比賽，是當地重要的文化活動。女性演奏家艾莲娜·柏金（Eliana Burki）以爵士、放克、藍調、靈魂和搖滾等多元演出風格而著名。

## 外部連結
- 瑞士國家旅游局官方網站-阿爾卑斯長號 （页面存档备份，存于）
- 瑞士瓦萊州嫩達茲鎮阿爾卑斯長號音樂節 （页面存档备份，存于）
- 瑞士中文網-瑞士阿爾卑斯音樂 （页面存档备份，存于）